# Sacha Petshi
Sacha Petshi (Villepinte, 21 giugno 1992) è un calciatore francese, centrocampista dell'H. Rishon LeZion.

## Carriera

### Club
Il 22 agosto 2018 viene acquistato a titolo definitivo dalla squadra slovacca del Senica.